# 加瀬公夫
加瀬 公夫（かせ きみお、1949年 - ）は、経営学者。IESE経営大学院教授、マドリード・コンプルテンセ大学野中ナレッジマネジメント・イノベーションセンター長、国際大学学長、北京師範大学教授などを歴任。

## 経歴・人物
千葉県出身。千葉県立千葉高等学校を経て、1972年に東京外国語大学外国語学部スペイン語科卒業後、IESE経営大学院MBA取得。1996年マンチェスター大学経営大学院経営学博士取得。プライスウォーターハウスヨーロッパ会社経営コンサルティング部門、スペンサーステュアートスペイン社、米州開発銀行評価局、ESADE経営大学院を経て、2001年カトリコ・ボリビアーナ大学研究科長。2005年IESE経営大学院教授（経営戦略論）。2011年マドリード・コンプルテンセ大学野中ナレッジマネジメント・イノベーションセンター長。2013年国際大学国際経営学研究科長。2014年国際大学副学長。2015年国際大学学長。2017年に国際大学学長を退任したのち、国際大学名誉教授、北京師範大学講座教授、サバンジュ大学客員教授、立命館大学OIC総合研究機構客員教授、近畿大学経営イノベーションセンター顧問など。

## 著作

### 著書
- "Transformational CEOs : leadership and management success in Japan",Edward Elgar 2005
- "CEOs as leaders and strategy designers : explaining the success of Spanish banks",Palgrave Macmillan 2008
- "Value creation and sport management",Cambridge University Press 2010
- "Asian versus Western management thinking : its cultural-bound nature",Palgrave Macmillan 2011
- "Phronesis and quiddity in management : a school of knowledge approach",Palgrave Macmillan 2014

### 監訳書
- ロバート・M・グラント著『グラント現代戦略分析』中央経済社 2008年